# 朝山正悟
朝山 正悟（あさやま しょうご、1981年6月1日 - ）は、神奈川県横浜市出身の元男子プロバスケットボール選手、指導者。ポジションはG/F、SG。広島ドラゴンフライズ所属し、現在の役職はヘッドコーチ。
広島での選手時代にはBリーグで初となる選手兼任監督を歴任。「ミスタードラゴンフライズ」や「広島のレジェンド」と呼ばれる。

## 来歴
兄の影響を受け、小5でバスケを始める。横浜市立西谷中学校3年時には神奈川県選抜としてジュニアオールスター優勝を経験。
世田谷学園高校でも活躍し、1999年3年時はウィンターカップ3位となり優秀選手にも選ばれる。
2000年早稲田大学人間科学部スポーツ科学科に進学、早大ビッグベアーズに所属する。チームではエースとして関東1部昇格及びインカレ3位に導き、得点王と優秀選手賞の2冠に輝き、2003年4年時には主将を務めた。
2004年大学卒業後、日立サンロッカーズ（現サンロッカーズ渋谷）に入団するも、1シーズンで退団する。
2005年、自身の成長を目指してOSGフェニックス（現三遠ネオフェニックス）に移籍する。チームの主力として2005-06スーパーリーグ準優勝に貢献した。この活躍から2006年世界選手権では日本代表候補に追加招集されたが、本大会の登録メンバーには選ばれなかった。2007-08JBLオールスターゲームではMVPに輝く。同シーズン末、OSGはJBLからbjリーグへ転籍するため所属選手全員が移籍選手リストに登録されることになり、朝山はチーム残留ではなく他のJBLチームへの移籍を決断した。
2008年、大学の先輩でもある東野智弥が指揮を執るレラカムイ北海道（現レバンガ北海道）と契約する。同シーズンには日本代表候補に選出されている。ただ同シーズン末、レラカムイの財政難からの緊縮方針に伴い1シーズンで解雇される。
2009年、アイシンシーホース（現シーホース三河）へ移籍。強豪チームの一翼を担い、1度のJBL優勝（JBL 2012-13）2度のオールジャパン（2010年・2011年）優勝に貢献した。
2013年、JBLからNBL再編のこの年、新たな挑戦としてJBL時代下位に低迷していた三菱電機ダイヤモンドドルフィンズ名古屋（現名古屋ダイヤモンドドルフィンズ）に移籍した。また同年に発足した日本バスケットボール選手会の副会長を務める。
2015年、広島ドラゴンフライズへ移籍。アイシン時代のチームメイトだった佐古賢一HCが優勝の切り札としてスカウトしたものだった。
2017年11月30日、成績不振により解任されたジェイミー・アンドリセビッチの後任として選手兼任ヘッドコーチに就任。
2018‐19シーズンは選手兼アソシエイトコーチとして契約継続。
2023年9月27日、2023-24シーズン限りで現役から引退することを表明した。引退セレモニーを、5月5日に広島サンプラザホールで開催する琉球ゴールデンキングス戦後に実施すると発表した。カイル・ミリングヘッドコーチの退任により、2024-25シーズンよりヘッドコーチに就任。背番号2はチーム初の永久欠番となった。

## 記録
| シーズン    | チーム   | GP | GS | MPG   | FG%  | 3P%  | FT%   | RPG | APG | SPG | BPG | TO  | PPG  |
| ----------- | -------- | -- | -- | ----- | ---- | ---- | ----- | --- | --- | --- | --- | --- | ---- |
| JBL 2004-05 | 日立     |    |    |       |      |      |       |     |     |     |     |     |      |
| JBL 2005-06 | OSG      |    |    |       |      |      |       |     |     |     |     |     |      |
| JBL 2006-07 | OSG      |    |    |       |      |      |       |     |     |     |     |     |      |
| JBL 2007-08 | OSG      | 35 | 35 | 30.6  | .399 | .321 | .837  | 2.8 | 0.7 | 0.7 | 0.1 | 0.7 | 9.7  |
| JBL 2008-09 | 北海道   | 34 | ?  | 35.2  | .391 | .391 | .871  | 2.7 | 1.6 | 0.7 | 0.1 | 1.7 | 9.3  |
| JBL 2009-10 | アイシン | 40 | ?  | 23.4  | .422 | .379 | .421  | 1.2 | 0.7 | 0.8 | 0.1 | 0.6 | 5.9  |
| JBL 2010-11 | アイシン | 36 | ?  | 23.4  | .460 | .365 | .846  | 1.2 | 0.8 | 0.7 | 0.2 | 0.6 | 6.5  |
| JBL 2011-12 | アイシン | 42 | 42 | 27.1  | .377 | .343 | .723  | 1.9 | 1.4 | 0.6 | 0.2 | 0.8 | 7.6  |
| JBL 2012-13 | アイシン | 42 | 42 | 25.3  | .404 | .395 | .794  | 1.3 | 1.1 | 0.5 | 0.2 | 0.6 | 7.5  |
| NBL 2013-14 | 三菱電機 | 54 | 54 | 28.6  | .383 | .379 | .856  | 1.7 | 1.9 | 0.7 | 0.2 | 1.1 | 11.3 |
| NBL 2014-15 | 三菱電機 | 44 | 30 | 23.2  | .418 | .418 | .746  | 1.3 | 1.6 | 0.7 | 0.0 | 1.2 | 9.2  |
| NBL 2015-16 | 広島     | 16 | 16 | 26.4  | .409 | .370 | .737  | 1.8 | 1.3 | 1.2 | 0.2 | 1.4 | 9.2  |
| B2 2016-17  | 広島     | 60 | 44 | 23:32 | .443 | .427 | .829  | 1.6 | 1   | 0.6 | 0.1 | 0.9 | 9.1  |
| B2 2017-18  | 広島     | 60 | 17 | 23:43 | .439 | .440 | .850  | 1.7 | 1.6 | 0.6 | 0.1 | 1.3 | 10.2 |
| B2 2018-19  | 広島     | 55 | 55 | 32:16 | .414 | .382 | .787  | 2.5 | 2.6 | 0.6 | 0.1 | 1.7 | 15.4 |
| B2 2019-20  | 広島     | 46 | 46 | 31:13 | .430 | .416 | .795  | 3.1 | 3.4 | 1   | 0   | 1.5 | 13.3 |
| B1 2020-21  | 広島     | 55 | 33 | 26:09 | .437 | .401 | .870  | 2.2 | 2.2 | 0.7 | 0.1 | 1.2 | 8.7  |
| B1 2021-22  | 広島     | 50 | 6  | 11:27 | .411 | .406 | .885  | 0.9 | 0.4 | 0.3 | 0   | 0.5 | 2.6  |
| B1 2022-23  | 広島     | 52 | 0  | 07:30 | .418 | .339 | .813  | 0.5 | 0.2 | 0.1 | 0   | 0.2 | 1.9  |
| B1 2023-24  | 広島     | 16 | 1  | 04:28 | .143 | .077 | 1.000 | 0.3 | 0.1 | 0.1 | 0   | 0.1 | 0.4  |

## ギャラリー

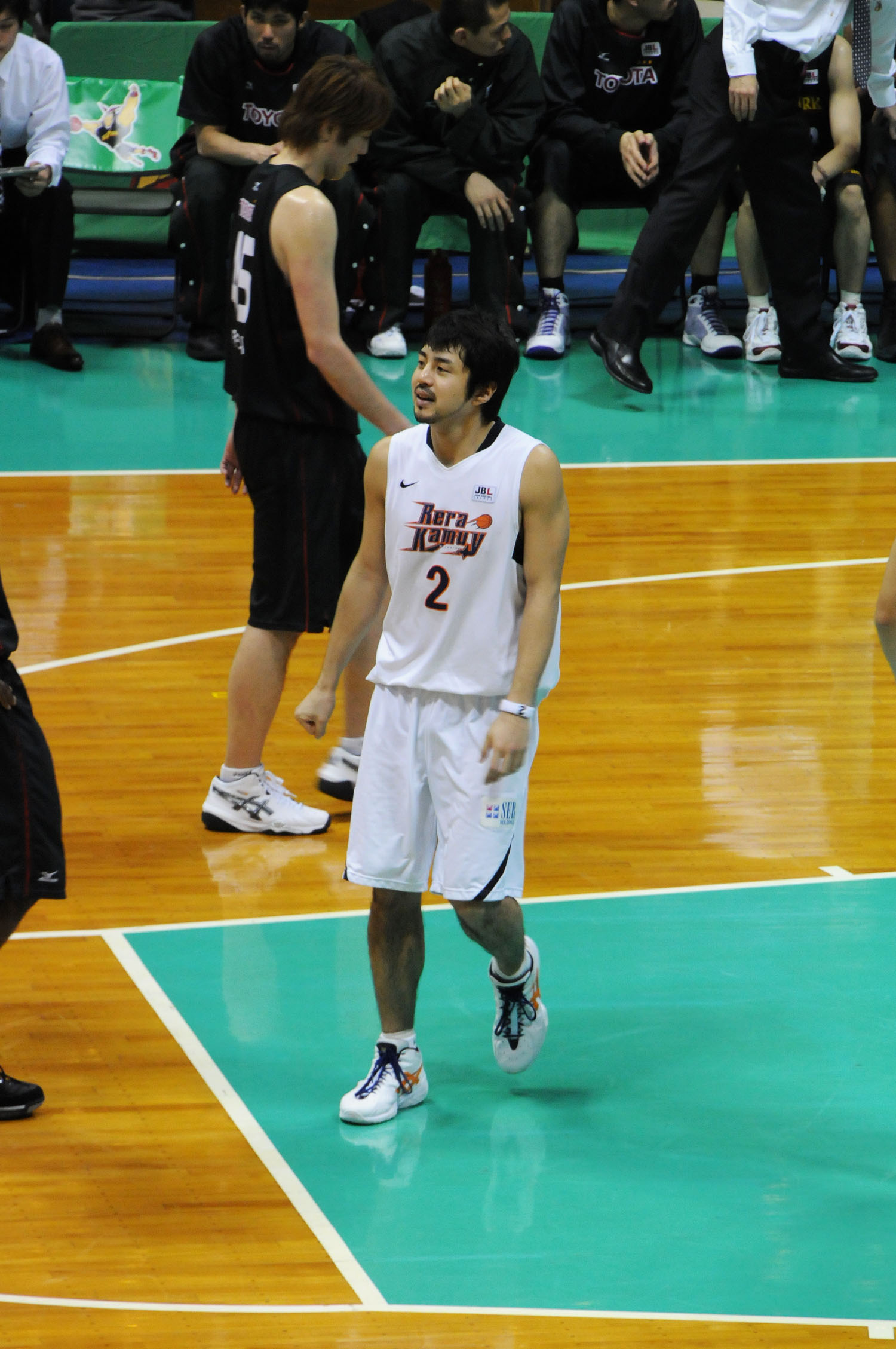
2009年レラカムイ北海道時代
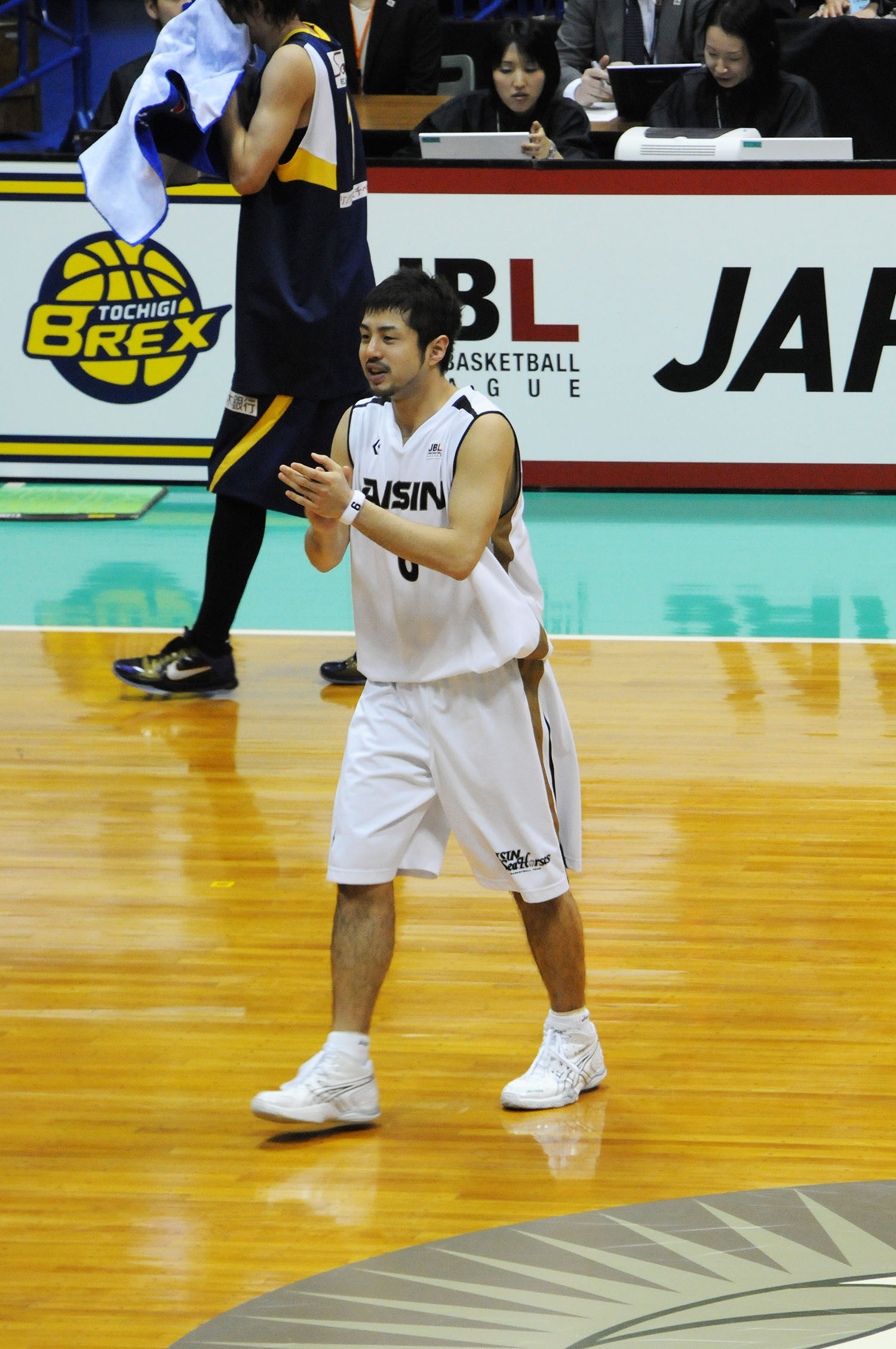
2010年アイシンシーホース時代
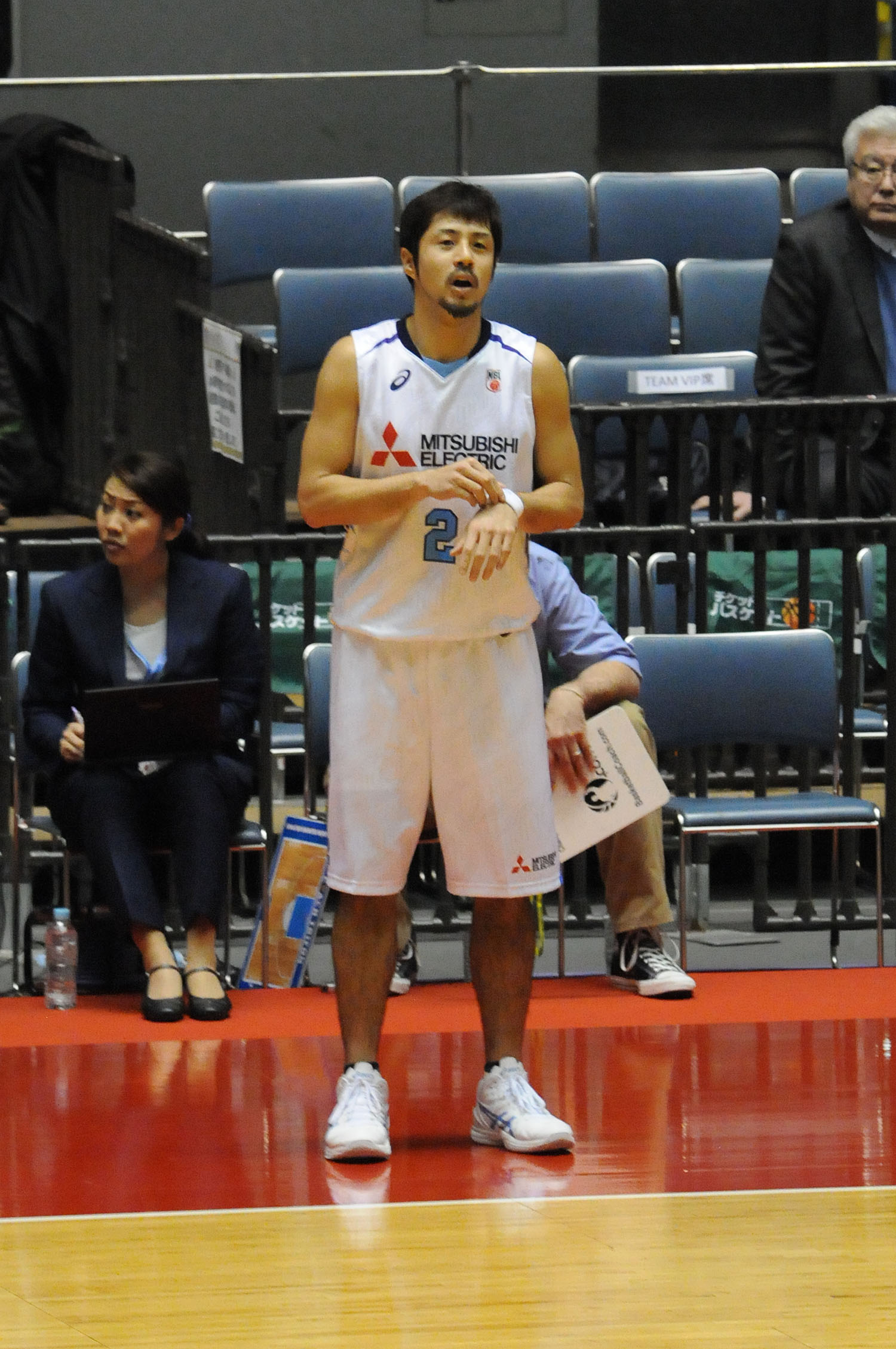
2015年三菱電機時代

## 関連情報

### 出演
テレビ
- ひろしま満点ママ!!（2021年3月 - 2024年6月、テレビ新広島）隔週月曜コメンテーター
- テレビ派（2021年4月 - 2024年6月、広島テレビ）毎週月曜コメンテーター
  - 上記2番組は広島ドラゴンフライズ新ヘッドコーチ就任に伴い卒業した

CM
- 広島民商（2024年1月 - 3月）